# Gare de triage de Pétange
Ne doit pas être confondu avec Gare de Pétange.

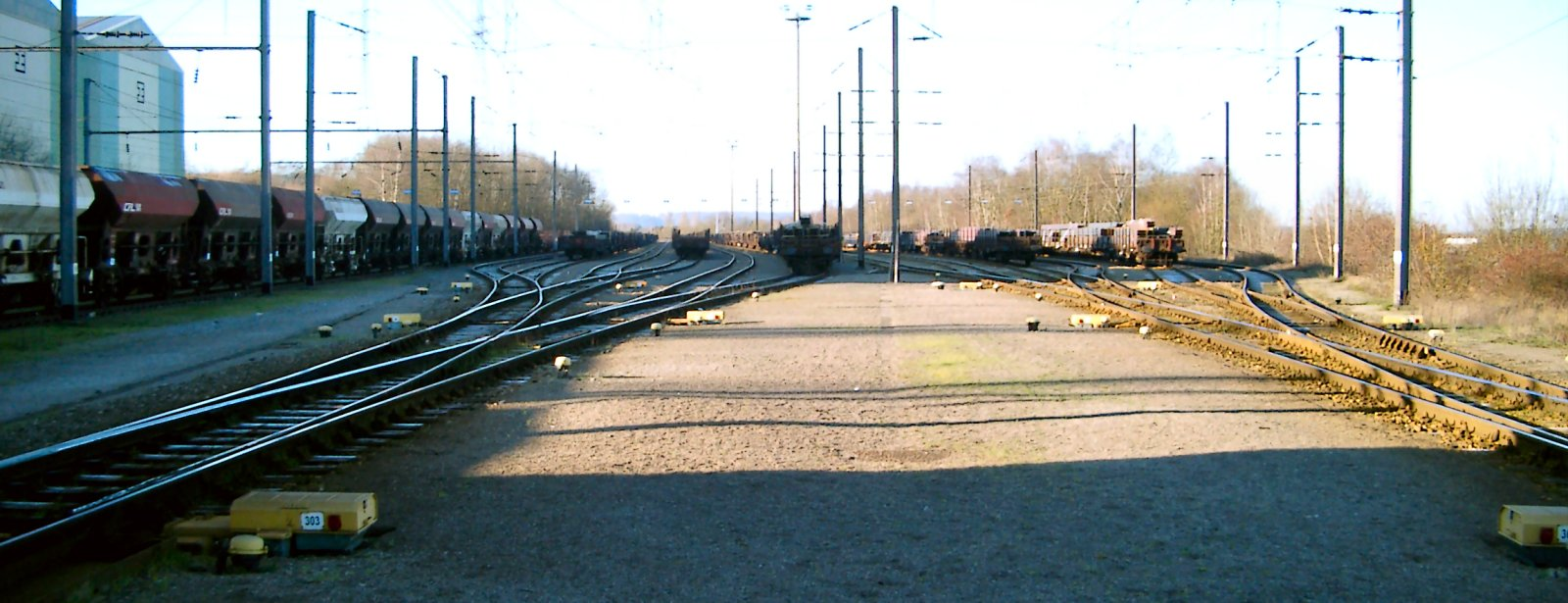
Faisceau de la gare de triage de Pétange.

La gare de triage de Pétange est une gare de triage du Luxembourg. Elle est située sur la commune de Pétange.

## Situation ferroviaire
La gare de triage de Pétange est située à l'ouest de la gare de Pétange, gare de bifurcation entre les lignes 6f, 6g, 6h, 6j et ligne 7.

## Caractéristiques
La gare de triage est en cul-de-sac, accessible uniquement par l'est.